# Canal Street Confidential
Canal Street Confidential è l'ottavo album del rapper statunitense Curren$y, pubblicato nel 2015 dalla Jet Life e dalla Atlantic Records.
| Recensione  | Giudizio |
| ----------- | -------- |
| AllMusic    | [ 1 ]    |
| Consequence | D+       |
| HipHopDX    | [ 3 ]    |

## Tracce
1. Drive By (featuring Future) – 3:44 (musica: Purps)
2. Everywhere – 4:20 (musica: Purps)
3. How High (featuring Lloyd) – 3:58 (musica: Purps)
4. Speed – 4:17 (musica: Purps)
5. What's Up (featuring K Camp) – 4:57 (musica: KE, Super Miles, Big Fruit (prod. agg.))
6. Winning (featuring Wiz Khalifa) – 3:45 (musica: Purps)
7. Bottom of the Bottle (featuring August Alsina & Lil Wayne) – 3:58 (musica: DJ Spinz, Dun Deal, Geoffro)
8. Cruzin... – 2:27 (musica: Like, Acebranding)
9. Superstar (featuring Ty Dolla Sign) – 4:03 (musica: Cool & Dre)
10. Boulders – 3:26 (musica: Purps)
11. All Wit My Hands – 2:28 (musica: Cookin' Soul)

Tracce bonus
1. The Game – 3:05 (musica: Cash Fargo, KLC (prod. agg.))
2. Str8 (featuring Corner Boy P & Fiend) – 4:27 (musica: KLC, Ben Billions)

## Classifiche
| Classifica (2015)         | Posizione massima |
| ------------------------- | ----------------- |
| Stati Uniti               | 30                |
| US Digital Albums         | 13                |
| US Top Rap Albums         | 4                 |
| US Top R&B/Hip-Hop Albums | 6                 |